# 't Brouwerskolkje
't Brouwerskolkje là một nhà hàng không còn tồn tại ở Overveen, Hà Lan. Đây là một nhà hàng ăn uống cao cấp đã được trao tặng một sao Michelin trong giai đoạn 2006–2008 và hai sao Michelin trong giai đoạn 2009–2012. GaultMillau đã trao cho nhà hàng 18,0 trên 20 điểm.
Đầu bếp trưởng của nhà hàng là Moshik Roth.
Nhà hàng 't Brouwerskolkje là một thành viên của Les Patrons Cuisiniers.
Nhà hàng đóng cửa vào ngày 14 tháng 4 năm 2012. Chủ tiếp theo của nhà hàng này khai trương nó một lần nữa vào tháng 8 với tên gọi "&samhoud places" ở Amsterdam, sau đó được đổi tên thành " &moshik " theo tên đầu bếp.